# Monique van de Ven
Mónica María Theresia "Monique" van de Ven (pronunciación holandesa: [moˈnik fɑn də ˈvɛn]); nacida el 28 de julio de 1952 en Zelanda (Brabante del Norte) es una actriz y directora de cine neerlandesa. Ha trabajado con los principales directores de cine de su país, como Paul Verhoeven, Fons Rademakers y Dick Maas.

## Vida y carrera
Su debut cinematográfico como actriz fue en la película Turks Fruit (conocida también como Delicias turcas y Turkish Delight) en 1973. Aquí interpretó el papel de Olga Stapels y actuó junto a Rutger Hauer. La película de Paul Verhoeven supuso un gran éxito, estuvo nominada para un Óscar a la mejor película de habla no inglesa y fue escogida como la mejor película holandesa del siglo hasta aquel entonces. Este éxito cimentó la carrera de la actriz y dos años después volvió a trabajar para Verhoeven en Una novia llamada Katy Tippel, de nuevo junto a Rutger Hauer; interpretó a una joven que se desplaza a Ámsterdam junto a su empobrecida familia y se ve obligada a dedicarse a la prostitución.
Ha tenido papeles de estrella invitada en las series Starsky y Hutch y Remington Steele.
En 1986 tuvo uno de los papeles principales en la película de Fons Rademakers El asalto, ganadora del Óscar a la mejor película de habla no inglesa y del Globo de Oro. En 1988 interpretó el papel de Laura en Amsterdamned: Misterio en los canales, un thriller de Dick Maas en el que un asesino se vale del sistema de canales de Ámsterdam.
Desde los años 90 estuvo algún tiempo apartada de la actuación cinematográfica, pero siguió actuando en series de televisión holandesas y en anuncios publicitarios. En 1996 dirigió el cortometraje Mama  Proefkonijn (traducción inglesa: Mama's Guinea Pig); su primer largometraje como directora fue Zomerhitte (Calor del verano), estrenado en 2008.
Desde 1973 mantuvo una relación con el director de fotografía Jan de Bont, a quien conoció en el rodaje de Turks fruit; se casaron en 1977 y permanecieron juntos hasta 1988. Está casada actualmente con el actor, director y escritor Edwin de Vries.

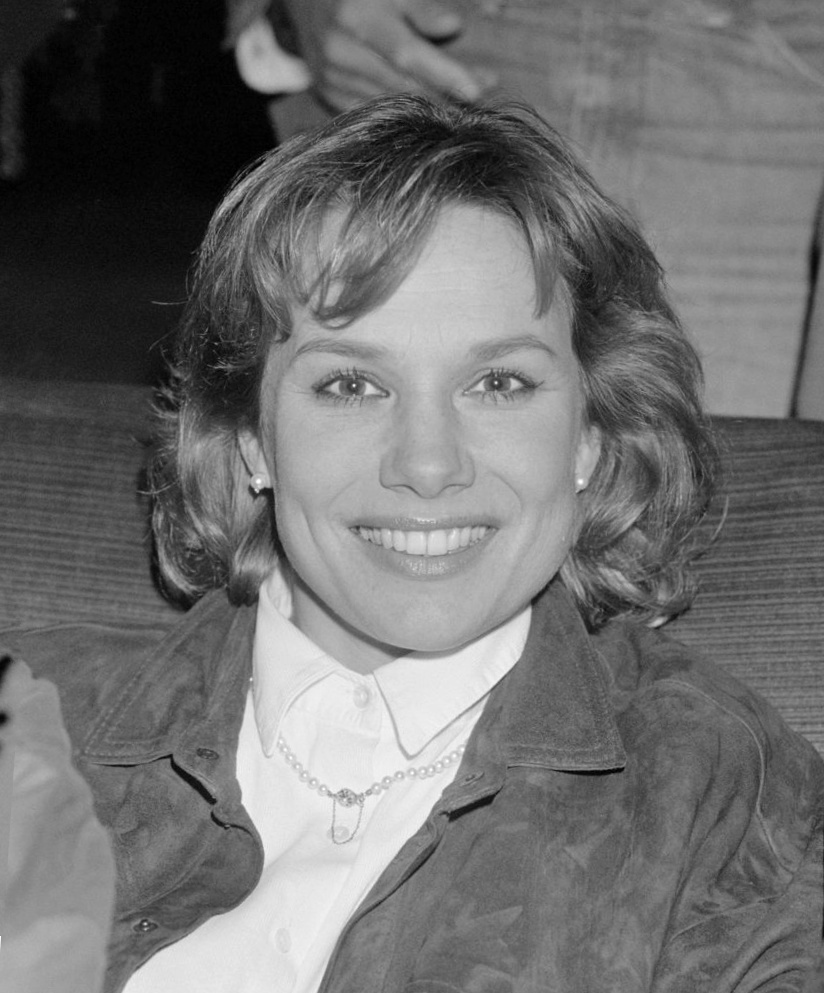
Monique van de Ven en 1988

## Filmografía parcial

### Actriz
| - Turks fruit (1973) - Dakota (1974) - Way Out (1974) - Keetje Tippel (1975) - The Last Train (1975) - Anita Drögemöller und dado Ruhe un der Ruhr (de) (1976) - Doctor Vlimmen (1977) - Inheritance (1978) - Stunt Rock (1978) - A Woman Like Eve (1979) - Splitting Up (1979) - Hoge hakken, echte liefde (1981) - Breach of Contract (1982) - Breathless (1982) - Burning Love (1983) | - The Scorpion (1984) - El asalto (1986) - A Month Later (1987) - Iris (1987) - Amsterdamned (1988) - Paint It Black (1989) - De Kassière (1989) - Romeo (1990) - The Man Inside (1990) - Eline Vere (1991) - The Johnsons (1992) - Long Live the Queen (1995) - De Bovenman (2001) - The Discovery of Heaven (2001) - Amazones (2004) |

### Directora
- Mama Proefkonijn (1996)
- Summer Heat(2008)[2]

## Otros proyectos
- Wikimedia Commons alberga una categoría multimedia sobre Monique van de Ven.